# Hippocamelus antisensis
Hippocamelus antisensis är en däggdjursart som först beskrevs av d'Orbigny 1834.  Hippocamelus antisensis ingår i släktet huemuler, och familjen hjortdjur. IUCN kategoriserar arten globalt som sårbar. Inga underarter finns listade i Catalogue of Life.
Detta hjortdjur förekommer i Anderna från Peru över Bolivia och norra Chile till norra Argentina. Arten vistas i regioner som ligger 2000 till 5000 meter över havet. Hippocamelus antisensis lever främst på klippiga bergsängar som ligger högre än trädgränsen. Ibland besöker den buskskogar eller öppna skogar. När hjortdjuret hämtar sin föda från jordbruksmark betraktas det som skadedjur.
Arten blir 150 till 170 cm lång (huvud och bål), har en mankhöjd av 70 till 90 cm och väger 45 till 65 kg. Hippocamelus antisensis har för ett hjortdjur ganska korta extremiteter och en robust kropp. Honor är allmänt mindre än hannar. Pälsen på ovansidan bildas av underull samt av lite styva täckhår och är grå till ljusbrun. Den korta svansen har en mörk ovansida och en vit undersida. Mellan näsborrarna och hjässan finns ett kännetecknande mörkt mönster som har formen av ett Y. Ovanför och nedanför läpparna förekommer ett vitt band. Strupen är alltid ljus gråaktig. Hannar har horn som bildar ett V med grenarna fram- respektive bakåt. Honor och ungar har en mera brunaktig päls än hannar. Artens öron har en svart spets.
Honor, hannar och ungdjur bildar flockar med 4 till 9 medlemmar och en äldre hona i spetsen. Hannarna går vanligen bakom alla andra gruppmedlemmar. Hippocamelus antisensis är aktiv mellan skymningen och gryningen. Den gömmer sig på dagen mellan klippor. Honor är dräktiga i cirka 7 månader och ungarna föds i januari eller februari (sommar på södra jordklotet). Födan utgörs av gräs, örter och blad från buskar eller från trädens låga delar. Populationer i bergstrakter vandrar före vintern till lägre regioner.